# Indomyrma dasypyx

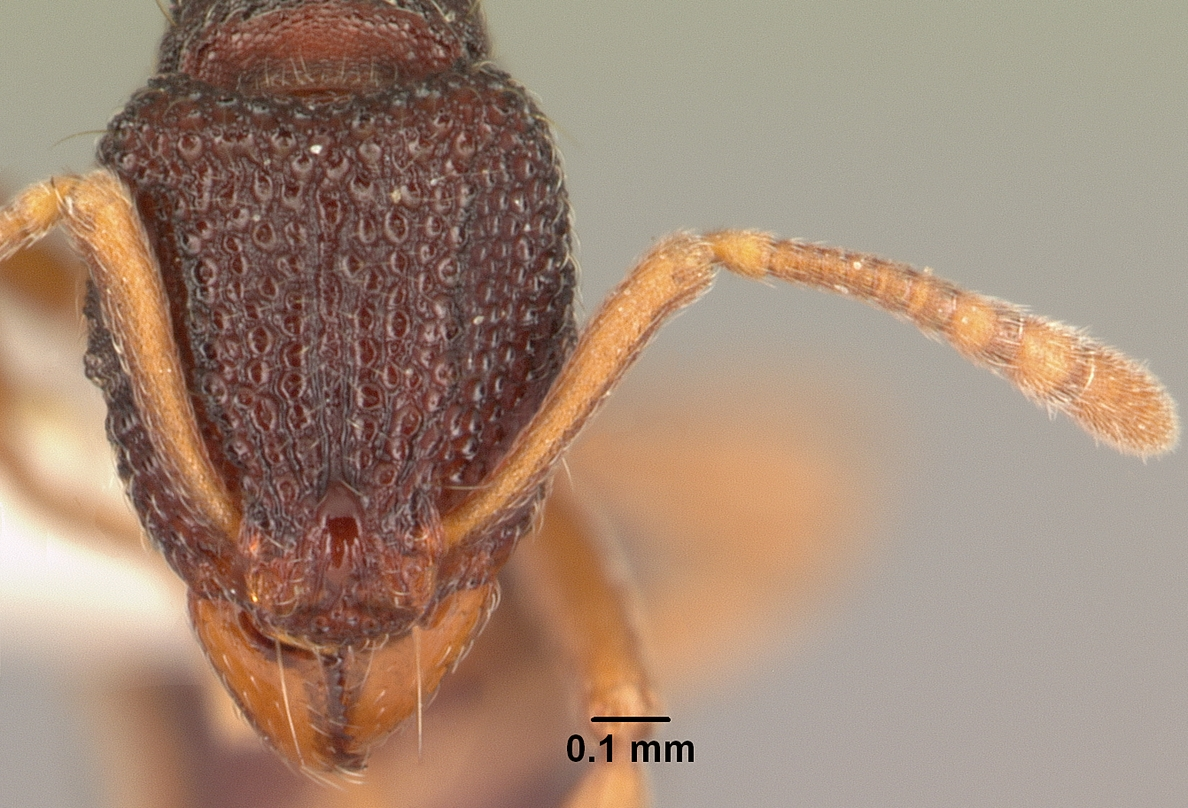
Голова муравья Indomyrma dasypyx

Indomyrma dasypyx (лат.) — вид муравьёв рода Indomyrma из подсемейства мирмицины (Myrmicinae, Stenammini). Южная Азия (Индия).

## Распространение
Индия: штат Керала (горы Западные Гаты), округ Каннур, Peria Forest Reserve, (900 м); штат Майсур (1000 м).

## Описание
Мелкие муравьи коричневого цвета, длина тела от 3,3 до 3,6 мм (матка до 4 мм). Длина головы от 0,70 до 0,83 мм, ширина головы от 0,58 до 0,72 мм. Семьи малочисленные, включают от 100 до 500 рабочих муравьёв и одну матку (моногиния). Заднегрудка с проподеальными шипиками. Усики короткие, у рабочих 11-члениковые, булава 3-члениковая (усики самцов состоят из 12 сегментов). Жвалы рабочих с 8—9 зубцами. Нижнечелюстные щупики 2-члениковые, нижнегубные щупики состоят из 2 сегментов. Голени средних и задних ног без апикальных шпор. Стебелёк между грудкой и брюшком состоит из двух сегментов (петиоль + постпетиоль). Гаплоидный набор хромосом самцов n=12 (у самок и рабочих 2n=24).

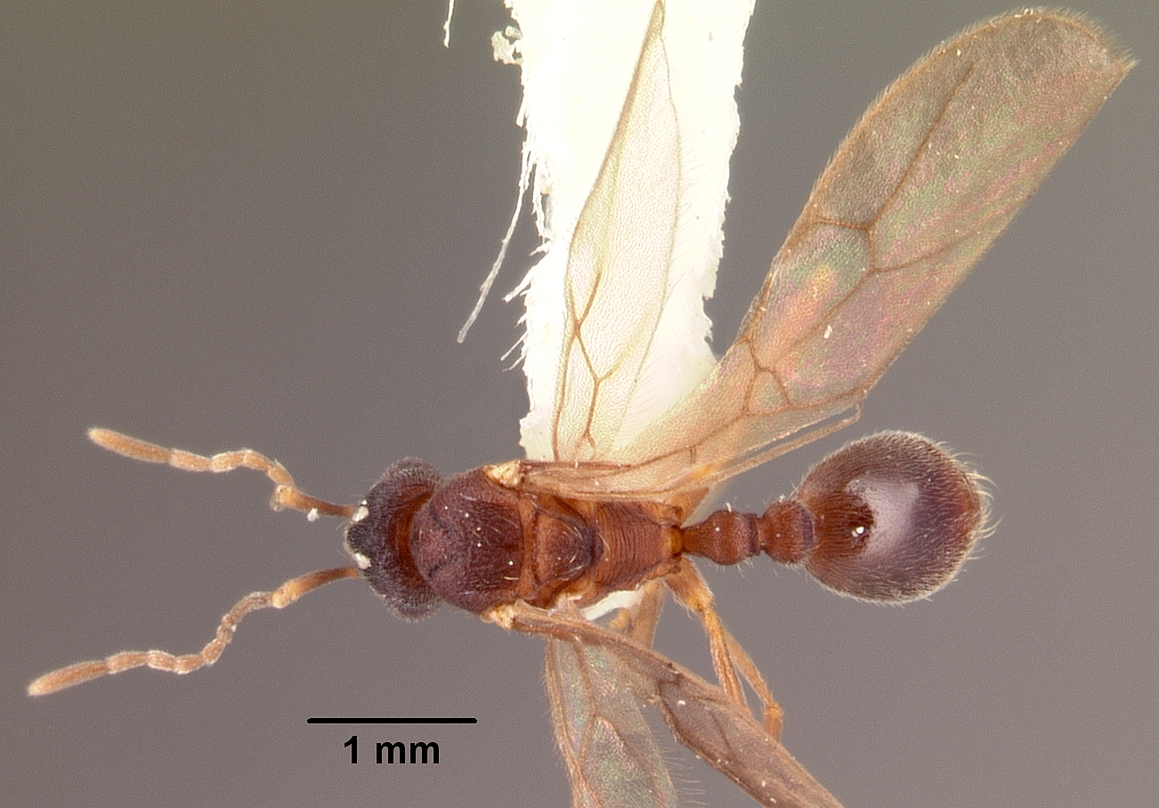
Самка сверху
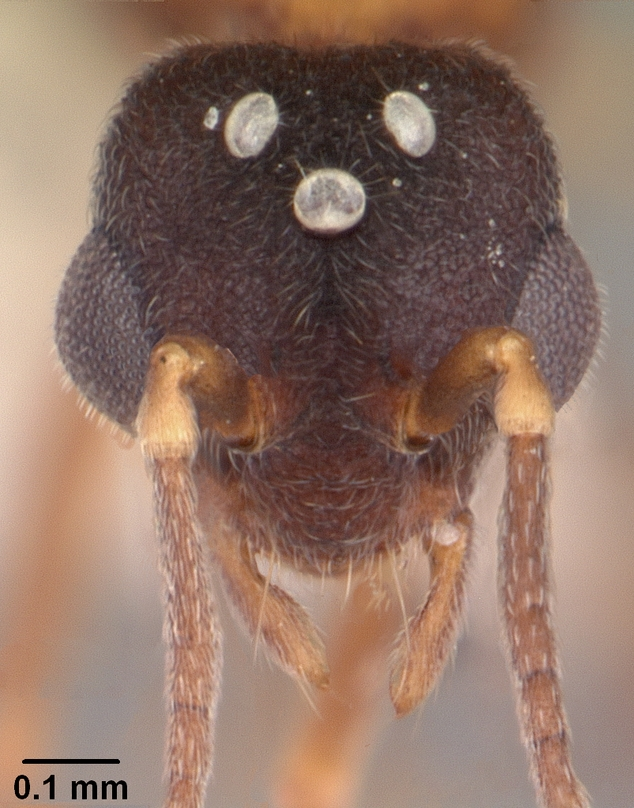
Голова самца
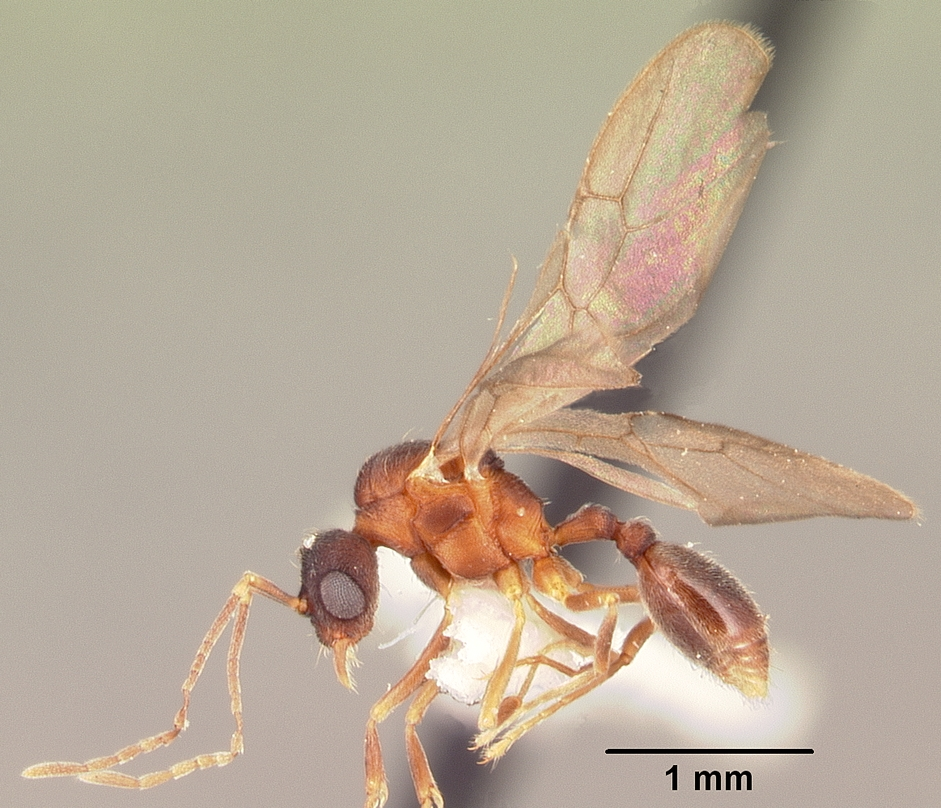
Вид сбоку
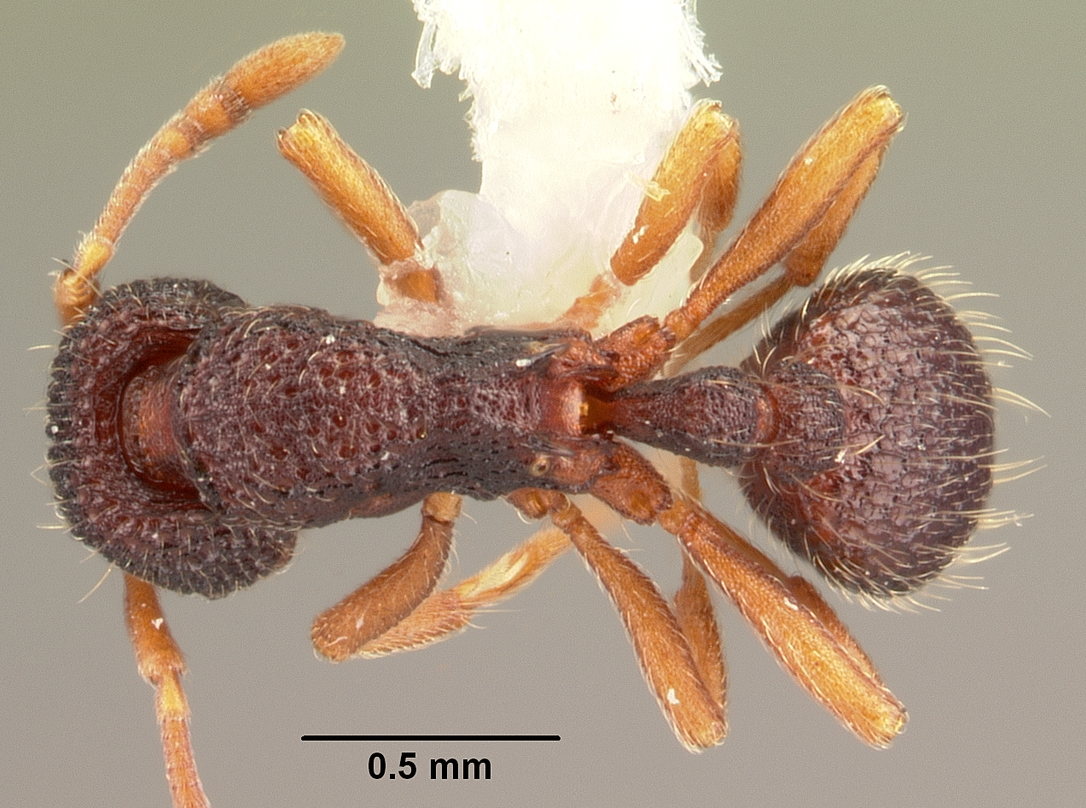
Вид сверху